# Coelotes gotoensis
Coelotes gotoensis là một loài nhện trong họ Amaurobiidae.
Loài này thuộc chi Coelotes. Coelotes gotoensis được miêu tả năm 2007 bởi Okumura.